# ラインハルト・ゲーベル
ラインハルト・ゲーベル（Reinhard Goebel, 1952年7月31日 - ）は、ドイツのヴァイオリニスト、指揮者、音楽学者。
特に古楽の分野における第一人者。

## 経歴
ノルトライン＝ヴェストファーレン州ジーゲンに、地元の駅長を務める父の元に生まれる。12歳よりヴァイオリンをはじめ、ケルン音楽舞踏大学にて古楽合奏団の先駆けだったコレギウム・アウレルム合奏団コンサート・マスターのフランツヨーゼフ・マイアー、フォルクヴァング芸術大学にてサシュコ・ガヴリーロフにヴァイオリンを師事。その後ハーグ音楽院にてマリー・レオンハルト、エドゥアルト・メルクスにバロック・ヴァイオリンを師事。さらに、ケルン大学にて音楽学も修めている。
1973年、ムジカ・アンティクヮ・ケルンを創設し、2007年までリーダーを務める。その間、1990年に左手の局所性ジストニアによりしばらく活動を休止したのちに、ヴァイオリンを左右対称に持ち替えて練習し、復帰。2006年に同じ病気が発症するまで、ヴァイオリニストとして活動。指揮者としての活動も目覚ましく、古楽器にてピリオド奏法を実践するだけでなく、モダン楽器を用いてピリオド奏法に近い奏法を研究することに重きを置いている。
2010年より、ニコラウス・アーノンクールの後任として、ザルツブルク・モーツァルテウム大学の古楽科ならびに指揮科の教授に就任。
2018年より、ベルリン・フィルハーモニー管弦楽団の首席奏者によって創設された、ベルリン・バロック・ゾリステンの監督に就任。
これまでにベルリン・フィルハーモニー管弦楽団、ベルリン・コンツェルトハウス管弦楽団、ベルリン・コーミッシェ・オーパー、バイエルン放送交響楽団、ボン・ベートーヴェン管弦楽団、ライプツィヒ・ゲヴァントハウス管弦楽団、ドレスデン・フィルハーモニー管弦楽団、　チューリッヒ・トーンハレ管弦楽団、ロイヤル・フィルハーモニー管弦楽団など、世界の数多くのオーケストラを指揮している。